# Morimus indicus
Morimus indicus är en skalbaggsart som beskrevs av Stefan von Breuning 1936. Morimus indicus ingår i släktet Morimus och familjen långhorningar. Inga underarter finns listade i Catalogue of Life.